# Сицзи
Сицзи́ (кит. упр. 西吉, пиньинь Xījí) — уезд городского округа Гуюань Нинся-Хуэйского автономного района (КНР).

## История
Уезд был образован в 1943 году на стыке уездов Гуюань, Хайюань, Лундэ, Цзиннин и Хуэйнин.
В 1949 году был образован Специальный район Пинлян (平凉专区) провинции Ганьсу, и уезд вошёл в его состав.
В 1953 году уезды Сицзи, Хайюань и Гуюань были объединены в Сихайгу-Хуэйский автономный район (西海固回族自治区) провинции Ганьсу. В 1955 году он был переименован в Гуюань-Хуэйскую автономную область (固原回族自治州) провинции Ганьсу.
В 1958 году был создан Нинся-Хуэйский автономный район. Гуюань-Хуэйская автономная область была расформирована, и уезд вошёл в состав Специального района Гуюань (固原专区) Нинся-Хуэйского автономного района. В 1970 году специальный район Гуюань был переименован в Округ Гуюань (固原地区).
Постановлением Госсовета КНР от 7 июля 2001 года были расформированы округ Гуюань и уезд Гуюань, и образован городской округ Гуюань.

## Административное деление
Уезд делится на 3 посёлка и 16 волостей.